# Pachypodol
Le pachypodol est un composé de la famille des flavonols. Il peut être isolé à partir de la Pachypodanthium confine, de l'Agastache folium, une herbe chinoise, de feuilles de l'Agastache rugosa (menthe coréenne) et de Passiflora foetida.